# NIPA1
NIPA1 (англ. Non imprinted in Prader-Willi/Angelman syndrome 1) – білок, який кодується однойменним геном, розташованим у людей на короткому плечі 15-ї хромосоми. Довжина поліпептидного ланцюга білка становить 329 амінокислот, а молекулярна маса — 34 562.
| 10         |  | 20         |  | 30         |  | 40         |  | 50         |
| ---------- |  | ---------- |  | ---------- |  | ---------- |  | ---------- |
| MGTAAAAAAA |  | AAAAAAGEGA |  | RSPSPAAVSL |  | GLGVAVVSSL |  | VNGSTFVLQK |
| KGIVRAKRRG |  | TSYLTDIVWW |  | AGTIAMAVGQ |  | IGNFLAYTAV |  | PTVLVTPLGA |
| LGVPFGSILA |  | SYLLKEKLNI |  | LGKLGCLLSC |  | AGSVVLIIHS |  | PKSESVTTQA |
| ELEEKLTNPV |  | FVGYLCIVLL |  | MLLLLIFWIA |  | PAHGPTNIMV |  | YISICSLLGS |
| FTVPSTKGIG |  | LAAQDILHNN |  | PSSQRALCLC |  | LVLLAVLGCS |  | IIVQFRYINK |
| ALECFDSSVF |  | GAIYYVVFTT |  | LVLLASAILF |  | REWSNVGLVD |  | FLGMACGFTT |
| VSVGIVLIQV |  | FKEFNFNLGE |  | MNKSNMKTD  |  |            |  |            |

A: Аланін

C: Цистеїн

D: Аспарагінова кислота

E: Глутамінова кислота

F: Фенілаланін

G: Гліцин

H: Гістидин

I: Ізолейцин

K: Лізин

L: Лейцин

M: Метіонін

N: Аспарагін

P: Пролін

Q: Глутамін

R: Аргінін

S: Серин

T: Треонін

V: Валін

W: Триптофан

Задіяний у таких біологічних процесах, як транспорт іонів, транспорт, альтернативний сплайсинг. 
Білок має сайт для зв'язування з іоном магнію. 
Локалізований у клітинній мембрані, мембрані, ендосомах.